# Scott-Gletscher (Marie-Byrd-Land)
Der Scott-Gletscher ist ein rund 200 Kilometer langer Gletscher, der vom zentralen Polarplateau in der Nähe des D’Angelo Bluff und des Mount Howe zwischen dem Nilsen-Plateau und den Bergen des Watson Escarpment abfließt und das Ross-Schelfeis westlich der Tapley Mountains erreicht. Der Scott-Gletscher mündet im westlichsten Teil der Gould-Küste. Westlich des Gletschers schließt sich die Amundsen-Küste an.
Entdeckt wurde er im Dezember 1929 von der Mannschaft um den Geologen Laurence McKinley Gould (1896–1995) bei der ersten Antarktisexpedition (1928–1930) des US-amerikanischen Polarforschers Richard Evelyn Byrd. Das Advisory Committee on Antarctic Names benannte ihn 1966 nach dem britischen Polarforscher Robert Falcon Scott (1868–1912).

## Weblinks

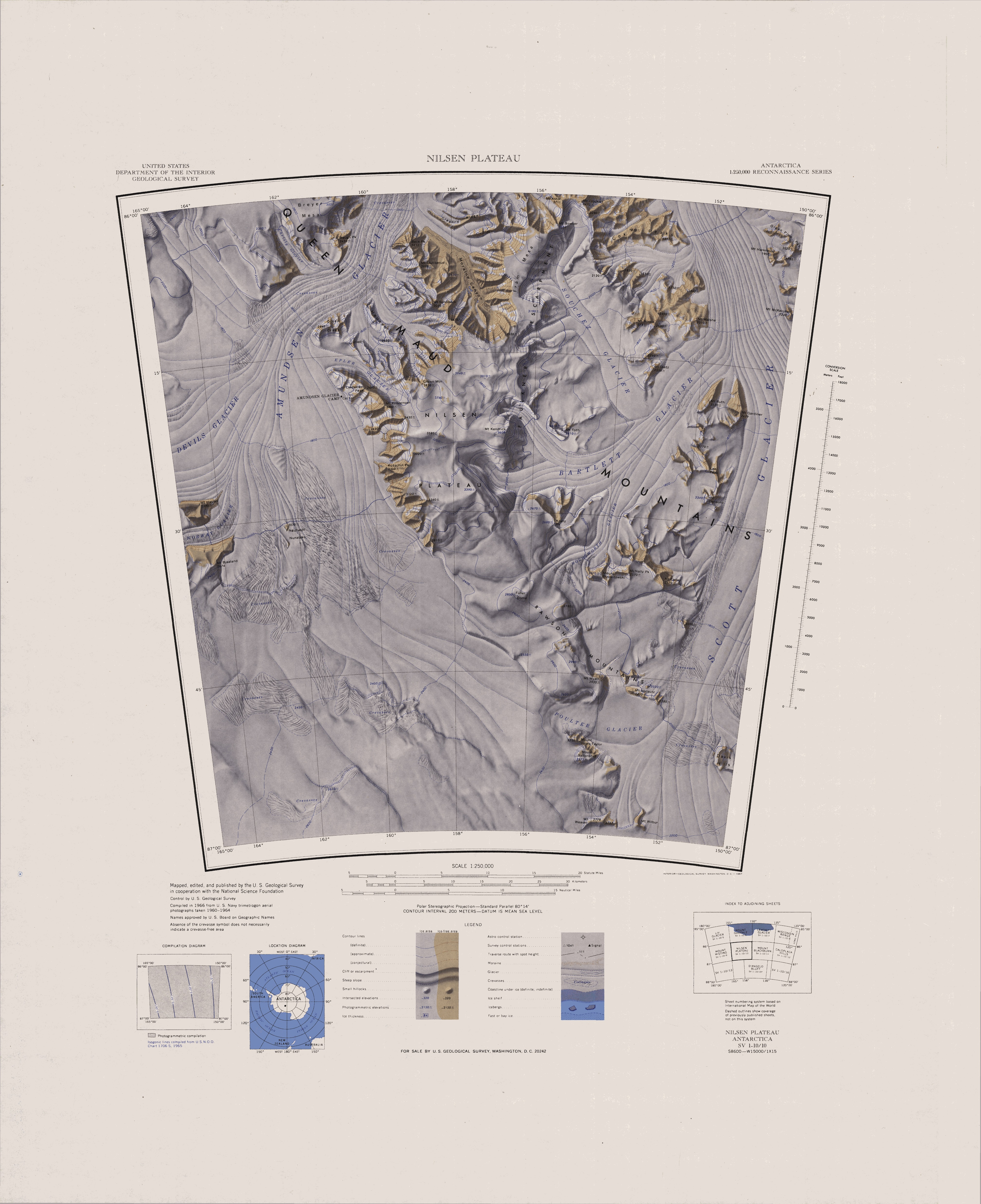
Südteil am Ostrand der Karte
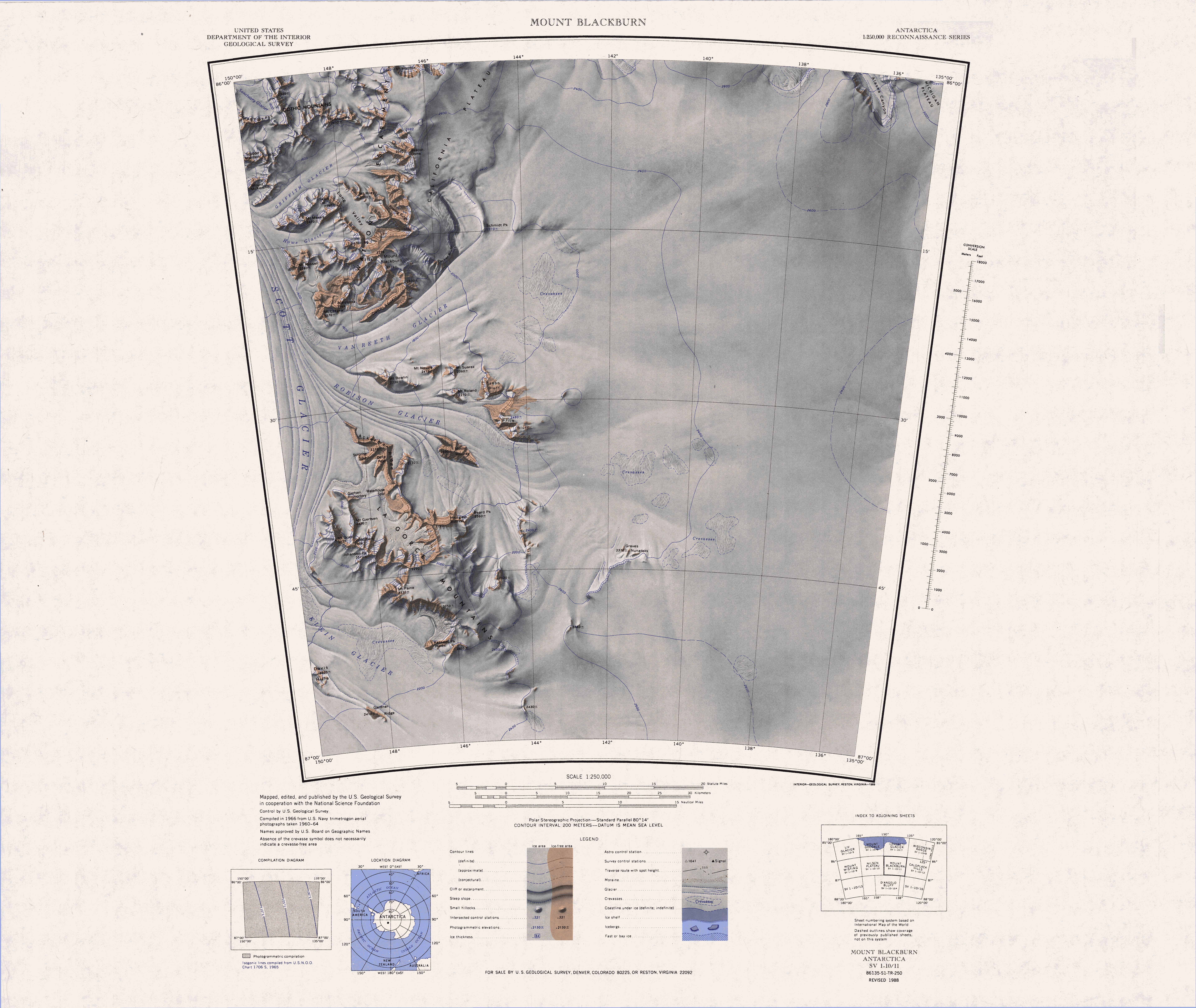
Südteil am Westrand der Karte

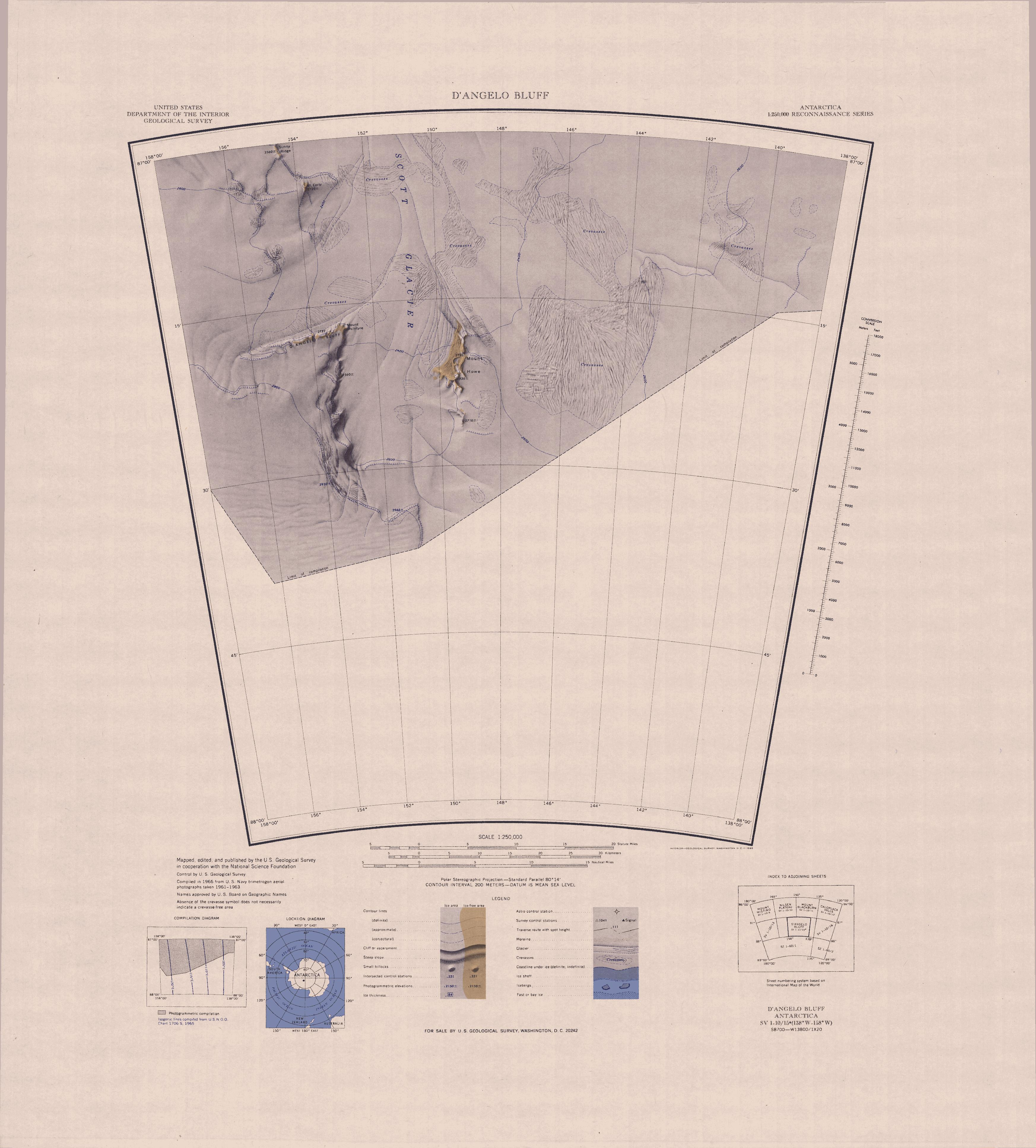
Äußerster Südteil